# Arthur Butterworth
Pour les articles homonymes, voir Butterworth.
Œuvres principales
7 concertos
7 symphonies
Arthur Butterworth est un compositeur, chef d'orchestre, trompettiste et pédagogue anglais, né le 4 août 1923 à Manchester (Angleterre), mort le 20 novembre 2014 à Embsay (en) (Yorkshire du Nord).

## Biographie
Dans sa ville natale, Arthur Butterworth étudie la composition (avec Richard Hall), la direction d'orchestre et la trompette au Royal Manchester College of Music, avant d'intégrer comme trompettiste l'Orchestre national royal d'Écosse de 1949 à 1955, puis le Hallé Orchestra (Manchester) de 1955 à 1962. En outre, il enseigne la musique classique à partir de 1963.
Par ailleurs chef d'orchestre et compositeur, on lui doit notamment des pièces pour piano, des œuvres de musique de chambre, sept concertos, sept symphonies, de la musique vocale, ou encore des compositions pour orchestre d'harmonie.

## Compositions (sélection)

### Pièces pour instrument solo
- 1949 : Lakeland Summer Nights pour piano op. 10
- 1960 : Five Caprices pour piano op. 23
- 1998 : Sonate pour orgue op. 106
- 2002 : Schubert Variations pour piano op. 114

### Musique de chambre
- 1947 : Trio pour hautbois, clarinette et basson op. 6
- 1951 : Suite pour alto et violoncelle op. 13
- 1957 : Sextuor pour vents et piano op. 16
- 1962 : Trio pour cuivres op. 28
- 1972 : A Triton Suite pour trois trompettes, trois trombones et tuba op. 46
- 1973 : Aubade pour flûte et piano op. 53
- 1976 : A Gabriel Sonata pour trompette et orgue op. 59
- 1978 : Leprechauns pour deux hautbois et cor anglais op. 67
- 1983 : Trio avec piano op. 73
- 1986 : Sonate pour alto et piano op. 78
- 1987 : Three Night Pieces pour trompette et piano op. 81
- 1992 : Quatuor de cuivres op. 92
- 1995 : Quintette pour piano et cordes op. 95
- 1996 : Wedding Music pour trompette et orgue op. 99
- 1997 : Quatuor à cordes op. 100
- 2002 : Pastorale pour alto et piano op. 112
- 2013 : Tarka pour petit ensemble de chambre op. 142

### Œuvres pour orchestre
Concertos
- 1973 : Concerto pour orgue, orchestre à cordes et percussion op. 33
- 1978 : Concerto pour violon op. 58
- 1986 : Concerto pour basson op. 77
- 1992 : Concerto alla Veneziana pour trompette et orchestre d'harmonie op. 93a (ou orchestre op. 93b)
- 1993 : Concerto pour alto op. 82
- 1997 : Concerto pour violoncelle op. 98
- 2000 : Concerto pour guitare op. 109

Symphonies
- 1957 : Symphonie no 1 op. 15
- 1964 : Symphonie no 2 op. 25
- 1979 : Symphonie no 3 Sinfonia Borealis op. 52
- 1986 : Symphonie no 4 op. 72
- 2003 : Symphonie no 5 op. 115
- 2006 : Symphonie no 6 op. 124
- 2010 : Symphonie no 7 op. 140

Autres pièces pour orchestre
- 1948 : Suite pour orchestre à cordes op. 8
- 1949 : Sinfonietta op. 9
- 1950 : Legend pour orchestre de chambre op. 11
- 1959 : Northern Summer Nights, trois nocturnes op. 18
- 1962 : The Moors, suite avec orgue op. 26
- 1962 : Concertante pour deux hautbois, deux cors et orchestre à cordes op. 27
- 1966 : Italian Journey op. 34
- 1967 : Duo concertante pour hautbois, harpe et orchestre à cordes op. 35
- 1971 : From the Four Winds avec orgue op. 40
- 1973 : Pageantry op. 48
- 1973 : Nightflight, étude symphonique op. 57
- 1983 : September Morn, étude symphonique op. 62
- 1992 : Solent Forts, ouverture de concert op. 90
- 2003 : Mill Town op. 116
- 2006 : Capriccio Pastorale pour petit orchestre op. 125

Pièces pour orchestre d'harmonie
- 1965 : A Dales Suite op. 24a (+ version pour orchestre op. 24b)
- 1968 : Three Impressions op. 36
- 1972 : Blenheim, ouverture héroïque op. 43
- 1978 : Caliban op. 50
- 1985 : Mancunian Way pour grand orchestre à vents op. 66
- 1990 : Sinfonia « Maoriana » op. 85
- 1991 : Passacaglia sur un thème de Brahms op. 87

### Œuvres vocales
- 1947 : Now on Land and Sea descending pour contralto et orchestre, op. 1
- 1948 : Four Nocturnal Songs pour soprano et piano op. 4
- 1967 : A Moorland Symphony pour basse, chœurs et orchestre op. 32
- 1969 : The Night Wind pour soprano, clarinette et piano (ou orchestre) op. 38
- 1975 : Ancient Sorceries pour contreténor, flûte à bec et harpe op. 49
- 1978 : Five Part Songs pour chœur d'hommes et piano op. 55
- 2000 : Haworth Moor, trois chants pour chœurs et piano op. 110